# Lugny (Aisne)
Lugny település Franciaországban, Aisne megyében. Lakosainak száma 118 fő (2022. január 1.). Lugny Houry, Rogny, Saint-Gobert, Thiernu és Voharies községekkel határos.

## Népesség
A település népességének változása:
| Lakosok száma | 197  | 159  | 153  | 133  | 111  | 104  | 114  | 121  | 125  | 118  |
|               | 1968 | 1982 | 1990 | 2006 | 2013 | 2015 | 2017 | 2019 | 2020 | 2022 |